# Yves Congar
Yves Marie-Joseph Congar (13 d'abril del 1904, Sedan (Ardenes) - 22 de juny del 1995) fou un frare dominic i teòleg catòlic, inicialment qüestionat per la Santa Seu, fou un dels artífexs intel·lectuals del Concili Vaticà II. Fou creat cardenal el 1994 pel papa Joan Pau II.

## Trajectòria
Fou deixeble del filòsof del personalisme Jacques Maritain. Entrà en l'Orde dels Predicadors el 1925. A la Segona Guerra Mundial fou fet presoner durant cinc anys en un camp de concentració nazi. Les seves idees contràries al nacionalsocialisme el feren creditor d'una especial duresa de tracte.
Professor a Le Saulchoir, el seu llibre Vertadera i falsa reforma de l'Església fou objecte de moltes censures. El seu suport als capellans obrers i la seva solidaritat amb la causa de la justícia social no feu més que complicar-li la situació. Durant deu anys fou apartat de l'ensenyament, sancionat, marginat de tota activitat pública i hagué d'exiliar-se a Jerusalem. Fou un pioner de l'ecumenisme, sobretot amb la seva obra Cristians desunits.
Sorprenentment, Joan XXIII li encarregà treballar en els documents més importants del Concili Vaticà II, juntament amb altres teòlegs en aquell moment considerats avançats com Joseph Ratzinger o Henri de Lubac, i altres com Karl Rahner, Edward Schillebeeckx o Hans Küng.

## Pensament sobre l'Església
Emfatitza que l'Església és santa, no en si mateixa. La seva santedat no és una qualitat pròpia de cadascun dels seus membres, sinó que deriva de ser, enmig del pecat, àmbit de la presència de Déu que s'apropa a la misèria humana present en la comunitat eclesial. A l'Església s'hi participa de la vida divina de manera gratuïta (gràcia) i no per mèrit per part de la jerarquia o dels fidels que en gaudeixen.
Pel que fa a la catolicitat, ella ha de consistir en la capacitat de l'Església d'assimilar i desenvolupar els valors autènticament humans i la diversitat cultural de la humanitat.
Cerca fer èmfasi en el paper dels laics. Ells tenen una vocació de compromís amb les causes justes de la humanitat. La salvació cristiana assumeix i abasta l'alliberament social, polític, econòmic, cultural i personal, donant-hi profunditat i plenitud en la transcendència. El compromís es fa des de la vivència de la fe que condueix a un imperatiu nítidament cristià orientador i radical, però aquesta orientació permet que les opcions del creient siguin opinables i fal·libles i, per tant, ha de respectar-se el pluralisme.
A Conger li amoïnà el paper de la jerarquia en l'Església i no escatimà crítiques sinceres. Els bisbes, per a ell, estan encasellats absolutament en la passivitat i el servilisme a Roma. Defensa, davant d'això, un concepte profund i radical d'obediència que res té a veure amb el simplisme insincer autoritat-súbdit.

## Obres
- Vertaderes i falses reformes de l'Església
- Jalons per a una teologia del laïcat
- Principis per a un ecumenisme catòlic
- Situacions i tasques pendents de la teologia
- L'Església des de Sant Agustí fins l'època moderna
- Diari d'un teòleg (1946-1956)[1]